# Dorothea Lange
Dorothea Lange (Hoboken, Nueva Jersey; 26 de mayo de 1895-San Francisco, California; 11 de octubre de 1965) fue una influyente fotoperiodista documental estadounidense, más conocida por su obra la Gran Depresión para la Administración de Seguridad Agraria. Las fotografías humanistas de Lange sobre las terribles consecuencias de la Gran Depresión la convirtieron en una de las periodistas más destacadas del fotoperiodismo mundial.

## Primeros años
Dorothea Margarette Nutzhorn nació en Hoboken, Nueva Jersey (EE. UU.), el 26 de mayo de 1895. Se quitó su segundo nombre (Margarette) y adoptó el apellido de soltera de su madre, Lange. En 1902, a la edad de siete años, padeció poliomielitis y como era usual en la época, los niños con dicha enfermedad recibían tratamiento de manera tardía, lo que la hizo crecer con una constitución débil y deformaciones en los pies, lo que no le impediría su carrera futura.
Estudió fotografía en Nueva York como alumna de Clarence H. White e informalmente participó como aprendiz en numerosos de sus estudios fotográficos, como aquel del célebre Arnold Genthe. En 1918 se trasladó a San Francisco, en donde abrió un exitoso estudio. Vivió en la Bahía Berkeley por el resto de su vida. En 1920 se casó con el notable pintor Maynard Dixon, con el cual tuvo dos hijos: Daniel, nacido en 1925, y John, nacido en 1928.

## Del estudio a la calle
En enero de 1937 se divorció de Dixon y se casó con el economista agrario Paul Schuster Taylor, profesor de economía de la Universidad de California. Paul formó a Lange en asuntos sociales y económicos, y juntos realizaron un documental sobre la pobreza rural y la explotación de los cultivadores y trabajadores inmigrantes durante los siguientes seis años. Taylor hacía las entrevistas y recogía la información económica y Lange hacía las fotos.

## Madre migrante

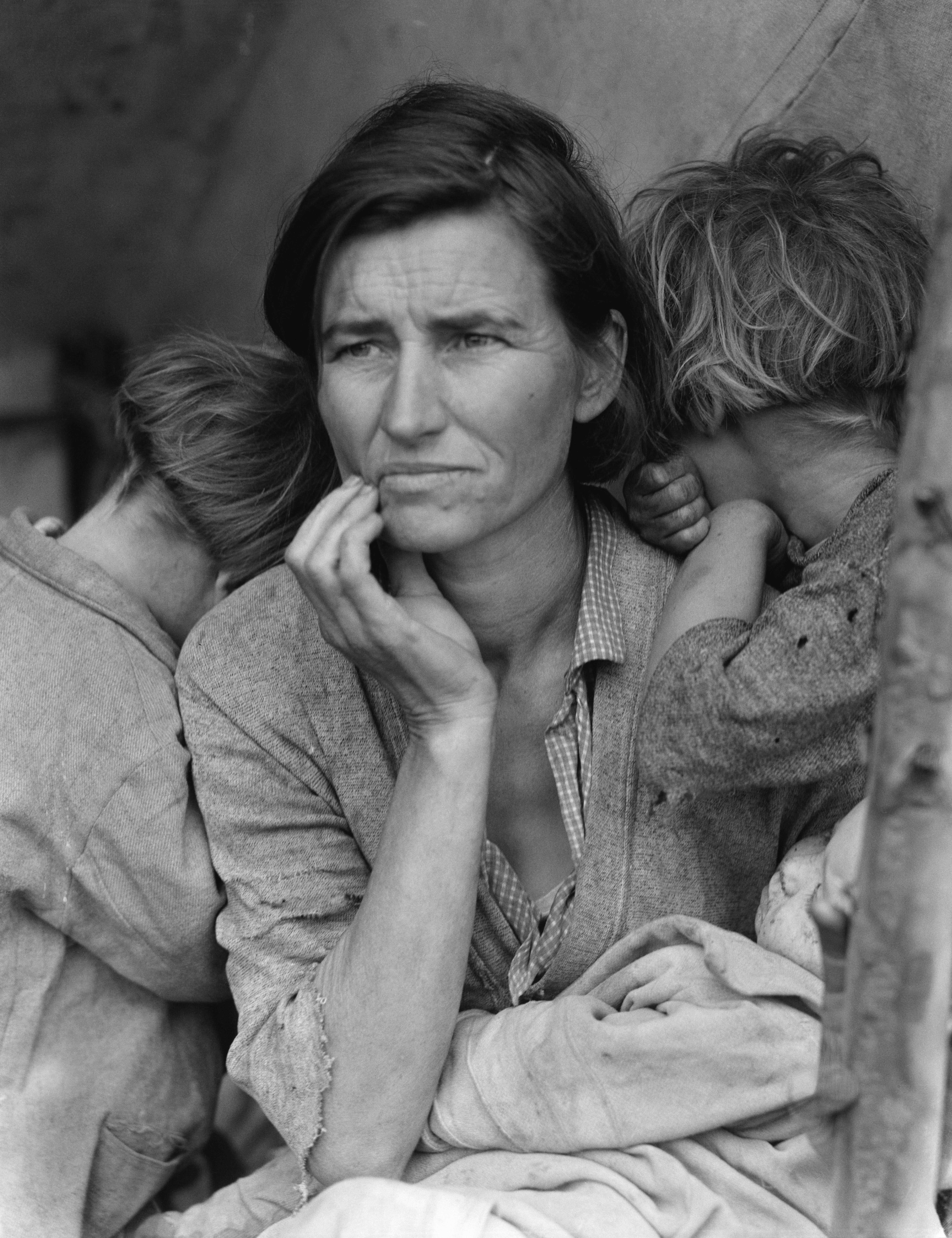
Madre migrante, Florence Owens Thompson, el clásico de Lange (1936).

La fotografía de Lange que quedó como su mayor clásico fue Madre migrante. La mujer en la foto es Florence Owens Thompson, pero Lange aparentemente nunca supo su nombre. Según palabras de la propia Florence, y como documenta el investigador Geoffrey Dunne, ni le agradó que la fotografiara ni le gustó que publicara las imágenes, algo que le había pedido expresamente que no hiciera y que ella le había asegurado que no haría, como también incumplió su palabra de que le haría llegar una copia de las imágenes.
En 1960 Lange habló de su experiencia al tomar la foto:

Vi y me acerqué a la famélica y desesperada madre como atraída por un imán. No recuerdo cómo le expliqué mi presencia o mi cámara, pero recuerdo que no me hizo preguntas. No le pedí su nombre o su historia. Me dijo su edad, 32 años. Me dijo que habían vivido de vegetales fríos de los alrededores y pájaros que los niños mataban. Acababa de vender los neumáticos de su coche para comprar alimentos. Ahí estaba sentada reposando en la tienda con sus niños abrazados a ella y parecía saber que mi fotografía podría ayudarla y entonces me ayudó. Había una cierta equidad en esto.

Según el hijo de Thompson, Lange se equivocó en algunos detalles de esta historia, pero el impacto de la fotografía se basó en mostrar la fuerza y necesidad de los obreros inmigrantes.

## Con los japoneses estadounidenses
En 1941, Lange recibió el premio Guggenheim Fellowship por la excelencia en fotografía. Después del ataque a Pearl Harbor, utilizó su prestigio para registrar la evacuación a la fuerza de los japoneses estadounidenses (Nisei) en los campos de concentración del oeste del país. Cubrió todos los actos de reubicación de los japoneses, su evacuación temporal en centros de reunión y los primeros campos permanentes. Para muchos observadores, sus fotografías de muchachas japonesas estadounidenses presentando honor a la bandera antes de ser enviadas a campos de concentración es un recuerdo de las políticas de detención de personas sin una acusación penal y sin derecho a defenderse.
Sus imágenes fueron tan obviamente críticas que el Ejército las embargó. Las fotografías están en la actualidad disponibles en la División Fotográfica y la Biblioteca Bancroft de la Universidad de California.

## Muerte
En 1952, Lange fue la cofundadora de la revista Aperture. En las dos últimas décadas de su vida, su salud fue frágil. Sufrió de problemas gástricos, úlceras y los síndromes de la pospoliomielitis. 
Murió el 11 de octubre de 1965 de cáncer a la edad de setenta años.

## Exposiciones
En 1972, el Museo Whitney utilizó las fotos de Lange en una exhibición titulada Orden Ejecutiva 9066, en la cual se resaltaba el internamiento de los japoneses estadounidenses en campos de concentración durante la II Guerra Mundial.
En 2018, se editó un libro y se inauguró la exposición Dorothea Lange: Polítics of Seeing en el Jeu de Paume de París. Pionera de la fotografía documental y testigo de su época, se la considera una «activista visual».